# 正井章筰
正井 章筰（まさい しょうさく）は、日本の法学者。専門は、商法・会社法。学位は、博士（法学）（神戸大学・論文博士・1993年）。早稲田大学名誉教授。兵庫県出身。

## 経歴
兵庫県立高砂高等学校から神戸大学法学部に進学、1968年3月卒業。同大学大学院法学研究科（私法専攻）に進み1973年3月修了。同大学院法学研究科博士後期課程（私法専攻）を1977年2月に退学。
1981年1月より熊本大学法学部助教授に就任。以後、1987年4月より姫路獨協大学法学部、1997年4月より大阪学院大学法学部、2001年4月より早稲田大学法学部でそれぞれ教授を歴任した。
2003年4月、デュッセルドルフ大学法学部、放送大学（ハーゲン）、ハンス・ベックラー財団客員研究員となる。
2015年、早稲田大学名誉教授。同年4月より常葉大学法学部法律学科教授。

## 著書

### 単著
- 『西ドイツ企業法の基本問題』成文堂、1989年
- 『共同決定法と会社法の交錯』成文堂、1990年
- 『EC 国際企業法』中央経済社、1994年
- 『ドイツのコーポレート・ガバナンス』成文堂、2003年

### 共著
- 高田源清＝蓮井良憲（編）『日本企業立法史』法律文化社、1978年
- 榎原猛＝土居靖美（編）『法学基礎教室』法律文化社、1990年
- 大隅健一郎＝今井宏（編）『商法概説(1)（第五版）』有斐閣、1995年
- 藤田勝利＝森淳二朗（編）『商法総則・商行為法（エッセンシャル商法2 ）』有斐閣、1996年
- 奥島孝康（編）『争点ノート商法Ⅰ（総則・会社法）（改訂第3版）』法学書院、1998年
- 正井章筰（編著）『企業法総論』中央経済社、2004年
- 新山雄三（編著）『会社法講義』日本評論社、2014年